# Saint-Pierre-de-Cernières
Saint-Pierre-de-Cernières é uma comuna francesa na região administrativa da Normandia, no departamento de Eure. Estende-se por uma área de 11,63 km². Em 2010 a comuna tinha 233 habitantes (densidade: 20 hab./km²).